# しょこたん☆ぶろぐ
『しょこたん☆ぶろぐ』は、日本のアイドル・中川翔子による公式ブログ。ブログタイトルは自身の愛称である「しょこたん」から名付けられている。

## 概要
2004年の11月から発信が始まり、日に幾度も更新が行われることが多い。「いつか一日100回更新したい」との希望を2009年3月に達成すると、同年6月には1日での更新数を231回に伸ばした（→更新数ランキング）。ブログの更新回数には「スタッフからのお知らせ」も含まれており、稀に1日の更新の大半が「スタッフからのお知らせ」だったこともある。2008年2月12日に合計20000更新を達成した。
アクセス数は日に最高450万件（2007年12月31日）を記録し、2007年2月14日には累計で5億件を突破。2008年2月11日には10億を突破を発表した（実際に10億突破したのは2008年2月1日18時頃）。また、2008年9月14日には、累計アクセス数が15億を突破している。驚異的な人気を誇ることから、中川翔子は元祖『ブログの女王』の眞鍋かをりに対して、『新・ブログの女王』と呼ばれている。
その人気のために、しょこたん☆ぶろぐに関する書籍がゴマブックスより発売されている。
ブログ内では特にVIP語と呼ばれる文法、用語が多用されている為、インターネット上では特に2ちゃんねるにおけるニュース速報(VIP)板での人気が確立していた。「しょこたん☆ぶろぐ」をまとめた書籍には用語解説がついており、2ちゃんねる発祥の語彙に対しては2ちゃんねる用語と明記してある。
ブログでは一つ一つに題名がついており、アニメや漫画やゲームのキャラクター名であったりとブログの内容とは無関係なことが多い。また更新される時間が深夜であったり早朝であることも多い。

## 変更点
※2007年3月6日以降の記述
- ヤプース!が2007年3月30日正午に、全サービスを終了した事に伴い、このブログの前身である『しょこたん☆にっき』（2003年10月26日 - 2004年11月7日）のバックナンバーも転載されている。
- 2007年9月3日からCG（デジタル絵画）で描いた絵が掲載されるようになった。最初の絵は楳図かずおの誕生日をお祝いする絵である。
- 2007年9月18日に携帯サイトが「しょこたん☆モバイル」にリニューアルされ、中川翔子がブログを更新するたびにメールが届くサービスが開始された。これについて中川本人が深夜、早朝に更新することが多く、更新するたびに、メールが届くのでサービス利用者に迷惑にかかるかもと話していたが、今まで通り好きな時間に更新すると語っていた。
- 2007年9月19日から、しょこたん☆かばー×2 〜アニソンに愛を込めて!!〜の発売日と同時にブログのトップが変更された。
- 2008年1月22日、ブログがエキサイトブログでも始まり、2月14日9時00分（JST）の移転のお知らせのための更新を最後に正式にyaplog!から移転した。移転までの間は2つのブログの両方で更新が行われていた。
- 2009年7月17日、エキサイトブログでのファンクラブサービス停止に伴い、エキサイトブログからアメーバブログに移転。

## 話題
- 小学校や中学校の頃にはいい思い出が少なく、むしろ嫌がらせも受けていたこともこのブログや自身のラジオ番組でも告白している。
- 2007年9月18日付のブログで公開されたインターネットブラウザの写真に掲載されているGoogleツールバーの検索履歴から「セックス」の単語を検索したということが発覚し、2ちゃんねる等で話題になるハプニングが起こった。[5][6] 2ちゃんねる内でいろいろな憶測が書き込まれた。ブログでは中川本人が否定するコメントなど出さなかったが、著書『しょこたん❤ぶろぐ　貪欲デイズ』にて「ちょwwwww事故www事故wwwともだち宅のパソコンでございます」と説明している[7]。
- 2009年6月29日、矢口真里が「ブログの女王しょこたんが100回更新を成し遂げているので、その記録を上回りたい」として翌30日の101回更新挑戦を宣言。これに対し中川は同30日に、矢口の話題には触れないまま、自身の記録を大幅に上回る1日231回の更新を記録した。矢口は101回更新こそ達成したものの、中川を越えることはできなかった。
  - この模様は同年7月20日の『お試しかっ!』（テレビ朝日系）にて放映されたものの、名前は出さず、中川の記録についても「芸能人最多更新記録」と簡単に説明するだけで、矢口が101回の更新を達成したことを強調し、従来の芸能人最多更新記録保持者が中川であることも、中川が同日に231回更新したことにも、一切触れなかった[8]。

## 更新数ランキング

### デイリーランキング
| 順位 | 更新数 | 日付           | リンク | 出来事                                                                                              |
| ---- | ------ | -------------- | ------ | --------------------------------------------------------------------------------------------------- |
| 1    | 231    | 2009年6月30日  |        | 携帯電話の機種を変更。新機種での試し撮りと、 旧携帯電話に撮り貯めされていた写メの大量アップを行う。 |
| 2    | 100    | 2009年3月26日  |        | ライブツアー「マジカルツアー」の初日                                                                |
| 3    | 86     | 2007年2月14日  |        | 2ndシングル『ストロベリmelody』の発売日                                                             |
| 4    | 71     | 2007年2月28日  |        | |
| 5    | 70     | 2006年1月28日  |        | |
| 6    | 53     | 2006年5月12日  |        | |
| 7    | 52     | 2008年8月22日  |        | |
| 8    | 51     | 2009年6月29日  |        | 231更新の前日                                                                                       |
| 9    | 50     | 2005年4月16日  | ※      | |
| 9    | 50     | 2005年9月13日  |        | MUSIC PLUS生配信                                                                                    |
| 9    | 50     | 2007年12月31日 |        | NHK紅白歌合戦出場                                                                                   |
| 12   | 48     | 2007年7月8日   |        | 空色デイズ祭りin福岡                                                                                |
| 13   | 45     | 2007年7月3日   |        | |
| 13   | 45     | 2007年10月21日 |        | 1stコンサート                                                                                       |

### 月間ランキング
| 順位 | 更新数 | 日付      | リンク |
| ---- | ------ | --------- | ------ |
| 1    | 1109   | 2009年5月 |        |
| 2    | 1087   | 2009年7月 |        |
| 3    | 940    | 2009年3月 |        |
| 4    | 903    | 2009年4月 |        |
| 5    | 902    | 2010年5月 |        |
| 6    | 867    | 2009年6月 |        |
| 7    | 840    | 2008年9月 |        |
| 8    | 830    | 2008年8月 |        |
| 9    | 827    | 2010年4月 |        |
| 10   | 820    | 2010年8月 |        |

## 評価
さやわかは「しょこたん☆ぶろぐは明らかに顕名性によるもので、ネットのインフラが属人化していく過程の産物だったんだと思います。だからブログ名も人名が主になる。雑誌のようにタイトルが単体で意味を持たされることは減った」と指摘している。

## 関連書籍
- 『しょこたん☆ぶろぐ』 - 中川翔子 2005年9月20日 〔ISBN 4777102106〕
- 『しょこたん☆ぶろぐ2』 - 中川翔子 2006年10月18日 〔ISBN 4777104877〕
- 『しょこたん❤ぶろぐ　貪欲デイズ』 - 中川翔子 2008年1月25日〔ISBN 4048950126〕
- 『しょこたん❤ぶろぐ　超貪欲デイズ』 - 中川翔子 2010年1月16日〔ISBN 404895069X〕